# Doug Hart
Douglas Wayne Hart (Handley, Texas, 1939. június 6. – Minneapolis, Minnesota, 2020. január 1.) Super Bowl-győztes amerikai amerikaifutball-játékos.

## Pályafutása
Az Arlington State és a Navarro College főiskolai csapatában játszott. 1964 és 1971 között a Packers játékosa volt. Három NFL bajnoki címet nyert a csapattal. Tagja volt az első két Super Bowl-t elnyerő csapatnak. 1967-ben a történelem első Super Bowlján a Packers 35–10-re nyert a Kansas City Chiefs ellen, majd 1968-ban a második Super Bowlban az Oakland Raiderst győzte le 33–14-re.

## Sikerei, díjai
- Super Bowl
  - győztes (2): 1967, 1968
- National Football League
  - győztes (3): 1965, 1966, 1967